# Bronson Reed
Bronson Reed (* 25. August 1988 in Adelaide, Australien) ist ein australischer Wrestler. Er steht zurzeit bei der WWE unter Vertrag und tritt regelmäßig in deren Show Raw auf. Sein bislang größter Erfolg ist der Erhalt der NXT North American Championship.

## Wrestling-Karriere

### Frühe Karriere (2007–2018)
2007 debütierte er unter den Ringnamen Jonah Rock und J-Rock und arbeitete 12 Jahre lang im australischen Independent Circuit. Während des Wrestlings in Australien erhielt Rock zahlreiche Titel. Er ist ein ehemaliger Wrestle Rampage Australian National Champion, ehemaliger Explosive Pro Wrestling Tag Team Champion, ehemaliger Pacific Pro Wrestling Heavyweight Champion, ehemaliger einmaliger Heavyweight Champion, ehemaliger Professional Wrestling Alliance Heavyweight Champion und ein ehemaliger Melbourne City Wrestling World Heavyweight Champion, Intercommonwealth Champion und Tag Team Champion.
Seinen frühen Anfänge beschränkten sich nicht nur darauf, in australischen Werbeaktionen aufzutreten. Er trat auch in Japans Pro Wrestling NOAH-Promotion, der britischen Promotion Revolution Pro Wrestling und PROGRESS Wrestling, der deutschen Promotion Westside Xtreme Wrestling und der amerikanischen Independent-Promotion Pro Wrestling Guerrilla auf.

### World Wrestling Entertainment (2019–2021)
Im Januar 2019 wurde Haileys Unterzeichnung, zusammen mit elf anderen Rekruten bekannt gegeben, bei denen er zu NXT geschickt. Am 9. März gab er sein Debüt bei einem NXT Live Event Wrestling, unter seinem richtigen Namen und verlor gegen Riddick Moss. Im Juni wurde sein Ringname in Bronson Reed geändert. In der Folge von NXT vom 17. Juli gab Reed sein offizielles Fernsehdebüt beim NXT Breakout-Turnier, bei dem er Dexter Lumis in der ersten Runde besiegte, im Viertelfinale jedoch von Cameron Grimes besiegt wurde. Am 7. April 2021 bestritt er bei NXT TakeOver: Stand and Deliver ein Gauntlet-Elimination-Match, indem er Leon Ruff, Isaiah Scott, Cameron Grimes, Dexter Lumis und LA Knight besiegte. Mit diesem Sieg verdiente er sich ein Match um die NXT North American Championship am 8. April 2021. Den Titel konnte er am 8. April 2021 nicht gewinnen. Am 18. Mai 2021 erhielt er erneut ein Match um den Titel gegen Gargano, dieses konnte er gewinnen und sich somit den Titel sichern. Die Regentschaft hielt 42 Tage und verlor den Titel, schlussendlich am 29. Juni 2021 an Isaiah Scott.
Am 6. August 2021 wurde er von der WWE entlassen.
Am 20. November 2021 debütierte er nach abgelaufener No Compete Klausel bei dem IMPACT Wrestling PPV Turning Point und attackierte Walking Weapon Josh Alexander.

### Rückkehr zu World Wrestling Entertainment (seit 2022)
Am 19. Dezember 2022 kehrte er zur WWE zurück. Er verhalf The Miz zu einem Sieg gegenüber Dexter Lumis. In der Raw-Folge vom 30. Januar 2023 besiegte Reed Dolph Ziggler und qualifizierte sich damit für das Elimination-Chamber-Match um die United States Championship bei der gleichnamigen Veranstaltung, bei der er aber als erster Teilnehmer ausschied. Nachdem er in der Andre the Giant Memorial Battle Royal von Bobby Lashley als Letzter eliminiert worden war, lieferte sich Reed in der Raw-Folge vom 10. April eine Fehde mit Lashley, die zu einem Match führte und beide Männer trotz seiner Erschöpfung ausgezählt wurden. Eine Woche später mischte sich Reed in ein Match zwischen Lashley und Austin Theory ein, was dazu führte, dass Lashley niedergeschlagen wurde und im Ring liegen blieb. Einige Tage später, in der SmackDown-Folge vom 21. April, wurde Reed zu einem Triple-Threat-Match um die United States Championship bei Backlash hinzugefügt, wo er den Titel nicht gewinnen konnte, da er von Theory gepinnt wurde.
Bei der WrestleMania-Ausgabe von SmackDown gewann Reed am 5. April 2024 die André the Giant Memorial Battle Royal. In der Raw-Folge vom 29. April kämpfte Reed gegen Sami Zayn um die Intercontinental Championship, verlor jedoch durch Disqualifikation, nachdem Chad Gable Zayn angegriffen hatte. In der Raw-Folge vom 5. August 2024 griff Reed völlig überraschend Seth Rollins an und verpasste ihm sechs Tsunami, wodurch dieser eine Auszeit nehmen musste/konnte.
Den Rest des Sommers lag Reed mit Braun Strowman in einer Fehde. Diese endete in der Raw-Folge vom 30. September, in der Reed in einem Last Monster Standing-Match aufgrund der Einmischung des zurückkehrenden Rollins gegen Strowman verlor. Am 2. November wurde Reed bei Crown Jewel von Rollins besiegt.
In der SmackDown-Folge vom 15. November verbündete sich Reed mit The Bloodline (Solo Sikoa, Tama Tonga, Tonga Loa und Jacob Fatu) und gab sich als fünftes Mitglied ihres WarGames-Teams gegen Roman Reigns, Jey Uso, Jimmy Uso und Sami Zayn zu erkennen. Bei Survivor Series: WarGames am 30. November verloren Reed und The Bloodline jedoch. Dabei brach sie Reed nach einem Tsunami vom Käfig das Bein, weswegen er mehrere Monate außer Gefecht war.
Reed kehrte am 24. Mai 2025 beim Saturday Night's Main Event XXXIX zurück und half Seth Rollins und Bron Breakker, CM Punk und Sami Zayn zu besiegen, wobei er sich mit Rollins, Breakker und Paul Heyman verbündete. Beim Summerslam 2025 verlor er allerdings mit Bron Breakker gegen Roman Reigns und Jey Uso.

## Titel und Auszeichnungen
- Explosive Pro Wrestling
  - EPW Tag Team Championship (1 ×) mit Marcuis Pitt

- International Wrestling Australia
  - IWA Heavyweight Championship (1 ×)

- Melbourne City Wrestling
  - MCW Heavyweight Championship (1 ×)
  - MCW Tag Team Championship (1 ×) mit Hartley Jackson
  - MCW Intercommonwealth Championship (1 ×)
  - Ballroom Brawl (2017)
  - Third Triple Crown Champion

- NWA Australian Wrestling Alliance
  - NWA AWA Heavyweight Championship (1 ×)
  - Queensland Double Crown Championship (1 ×)

- Pacific Pro Wrestling
  - PPW Heavyweight Championship (1 ×)

- Pro Wrestling Australia
  - PWA Pacific Heavyweight Championship (1 ×)

- World Wrestling Entertainment
  - NXT North American Championship (1 ×)
  - André the Giant Memorial Battle Royal 2024

- Wrestle Rampage
  - WR Australian National Championship (3 ×)
  - WR Meltdown World Tag Team Championships (1 ×) mit Hartley Jackson

- Pro Wrestling Illustrated
  - Nummer 266 der Top 500 Wrestler in der PWI 500 in 2019